# Titina Silá
Titina Ernestina Silá, née en 1943 et morte le 30 janvier 1973, est membre bissaoguinéenne du PAIGC. Le 30 janvier, jour de sa mort, est célébré comme la Journée nationale de la femme en Guinée Bissau.

## Biographie

### Guerre

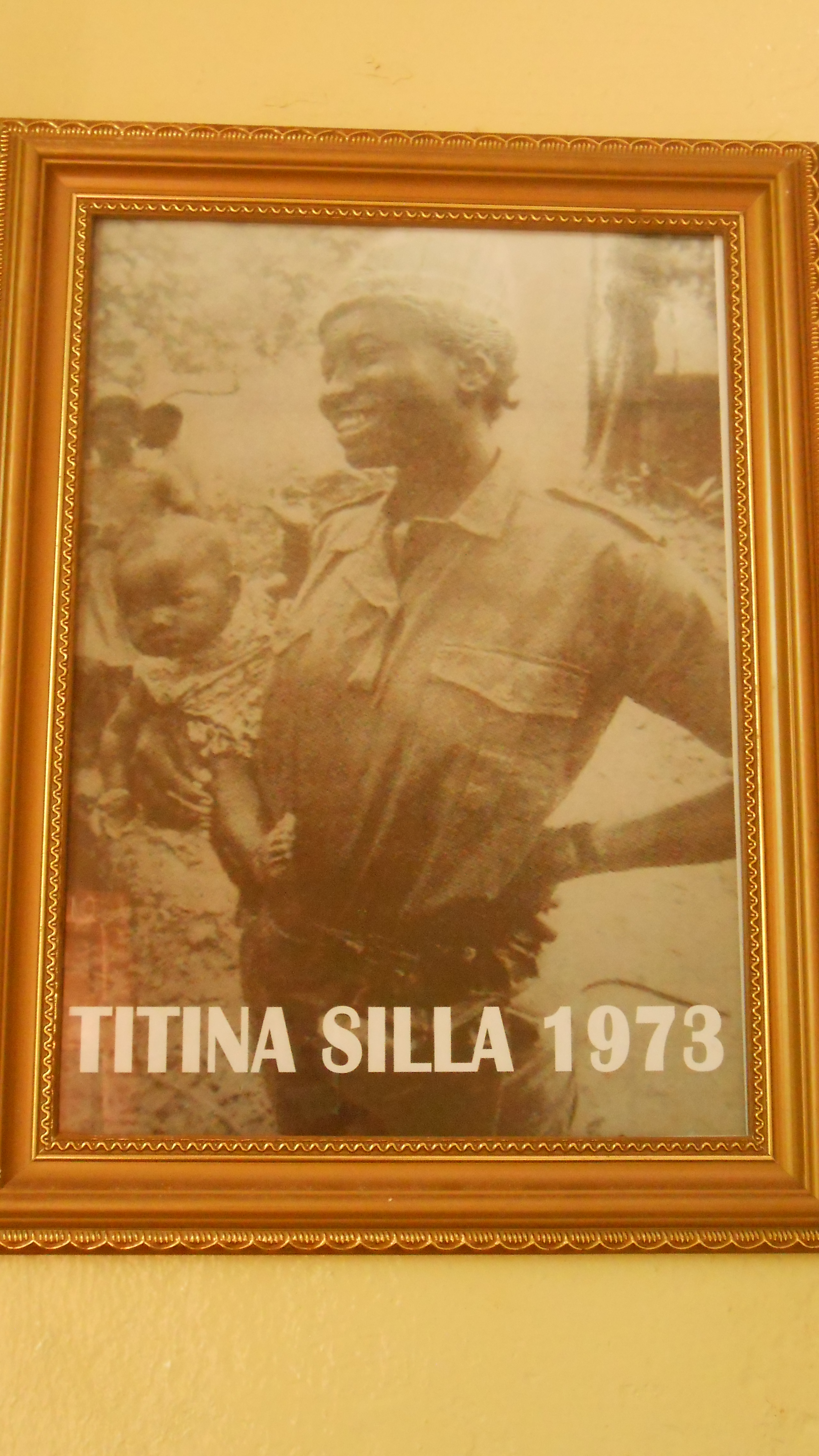
Photographie de Titina Silla dans le Museu Militar da Luta de Libertação Nacional, le musée national de la guerre d'indépendance, situé à l'intérieur de la forteresse Fortaleza de São José de Amura à Bissau

Elle rentre dans l'histoire de la Guinée Bissau en tant que martyre de la guerre d'indépendance de la Guinée-Bissau contre le Portugal, dirigée par le PAIGC. Très jeune, Titina Silla rejoint la guérilla menée par le Amílcar Cabral. Elle fait preuve de compétences organisationnelles et de leadership et devient l'une des personnalités les plus populaires. Titina Silá est déjà célèbre au sein du mouvement au début des années 1960 en tant que chef de guérilla sur le front nord alors qu'elle a à peine 18 ans.
En août 1963, Silá se rend en Union Soviétique avec Teodora Inácia Gomes pour y effectuer un stage politique.

### Décès
Elle est tuée lors d'une rencontre avec l'armée portugaise alors qu'elle traverse le rio Farim avec un groupe d'autres guérilleros. Elle est en route pour les funérailles d'Amílcar Cabral, le chef de la guérilla du PAIGC, assassiné quelques jours plus tôt à Conakry (le 20 janvier 1973). Après les événements de la révolution des œillets à Lisbonne et l'indépendance de la Guinée portugaise en 1974, un monument est érigé en son honneur près de la rivière Farim où elle est décédée et la date est marquée comme "Journée nationale de la femme guinéenne" en Guinée Bissau. De nombreux lieux et institutions en Guinée-Bissau portent le nom de Silá, y compris la Praça Titina Silá à Bissau (qui abrite les ministères du gouvernement et les missions étrangères). Avec Cabral et Domingos Ramos, on se souvient d'elle comme des figures les plus célèbres de la lutte pour l'indépendance.

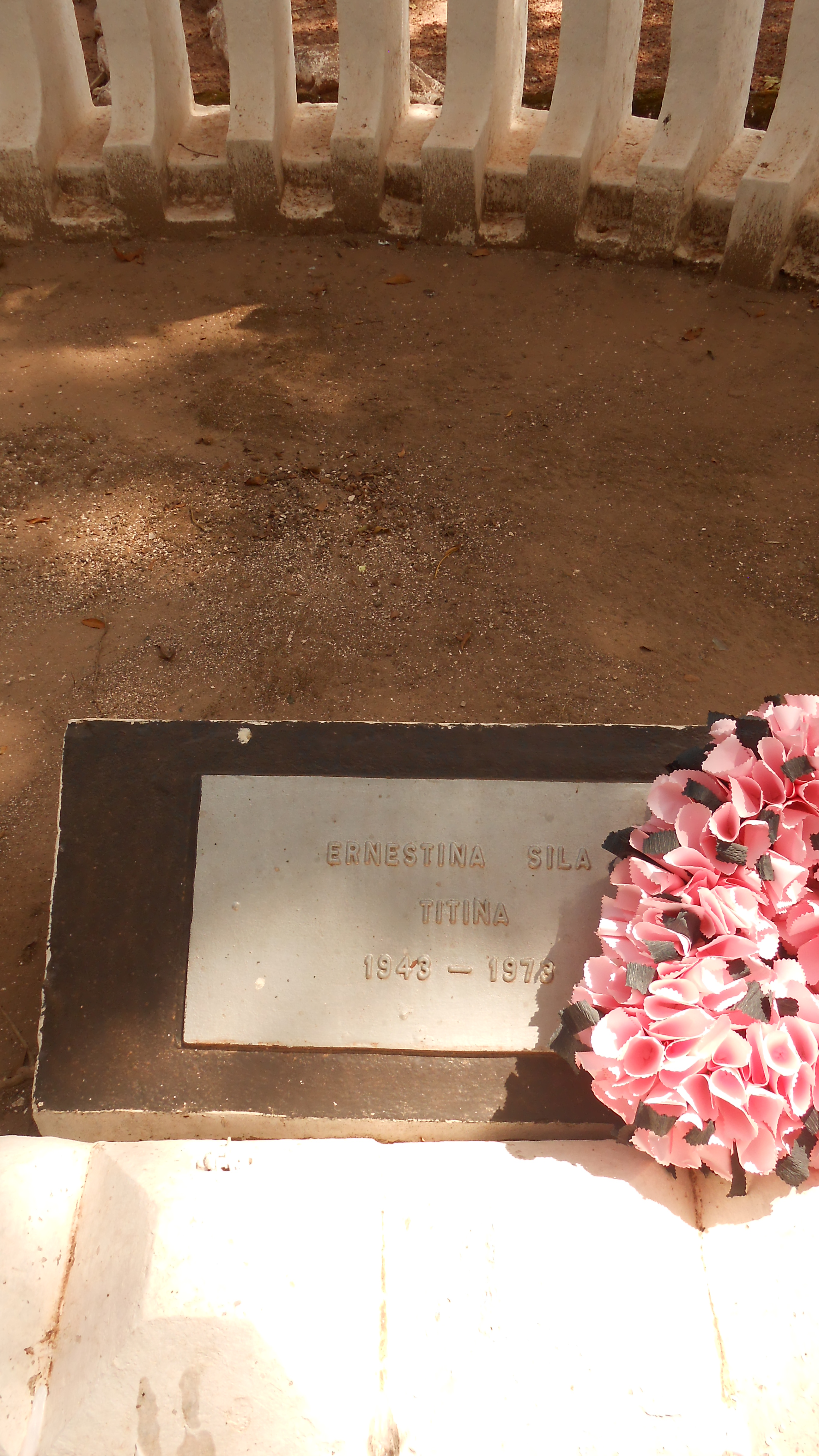

### Hommage
Pour honorer sa mémoire, le 30 janvier 2003, exactement trente ans après sa mort, le 30 janvier devient Journée nationale de la femme guinéenne,;  une fête non officielle en Guinée-Bissau, étant dédiée aux femmes du pays. À cette date, même si ce n'est pas un jour férie officiel, toute femme qui ne se rend pas au travail ne peut être punie.